# 超級機器人大戰Z系列作品列表
超級機器人大戰Z系列參戰作品Z系列中的登場作品一覽，以“真實系”、“超級系”分類，包括原創機體參戰。

## 歷代出現統計
| 作品/機體                   | 分類      | Z  | Z2 破界篇 | Z2 再世篇 | Z3 時獄篇 | Z3 天獄篇 |
| --------------------------- | --------- | -- | --------- | --------- | --------- | --------- |
| 剛烈翁（ガンレオン）                  | 超級      | 是 | 否        | 是        | 否        | 是        |
| 巴魯庫拉·光榮（バルゴラ・グローリー）           | 真實      | 是 | 否        | 是        | 否        | 是        |
| 極限戰士                    | 真實      | 是 | 是        | 是        | 否        | 否        |
| The Big O                   | 超級      | 是 | 是        | 是        | 是        | 是        |
| 無敵超人桑波特3             | 超級      | 是 | 是        | 是        | 否        | 是        |
| 無敵鋼人泰坦3               | 超級      | 是 | 是        | 是        | 否        | 是        |
| 戰鬥機器 薩奔格爾           | 真實      | 是 | 是        | 是        | 否        | 否        |
| 機動戰士Z鋼彈               | 真實      | 是 | 是        | 是        | 是        | 是        |
| 機動戰士鋼彈 逆襲的夏亞     | 真實      | 是 | 是        | 是        | 是        | 是        |
| 機動新世紀鋼彈X             | 真實      | 是 | 是        | 是        | 否        | 是        |
| ∀鋼彈                       | 真實      | 是 | 是        | 是        | 否        | 是        |
| 機動戰士GUNDAM SEED DESTINY | 真實      | 是 | 是        | 是        | 是        | 是        |
| 無敵鐵金剛                  | 超級      | 是 | 否        | 否        | 否        | 否        |
| 金剛大魔神                  | 超級      | 是 | 否        | 否        | 否        | 否        |
| 金剛戰神                    | 超級      | 是 | 否        | 否        | 否        | 否        |
| 蓋特機器人                  | 超級      | 是 | 否        | 否        | 否        | 否        |
| 神勇戰士                    | 超級      | 是 | 是        | 是        | 否        | 否        |
| 創聖機械天使                | 超級      | 是 | 是        | 是        | 否        | 是        |
| 交響詩篇                    | 真實      | 是 | 是        | 是        | 否        | 否        |
| 超時空世紀                  | 真實      | 是 | 是        | 是        | 是        | 是        |
| 宇宙戰士                    | 超級      | 是 | 是        | 是        | 否        | 否        |
| 超重神GRAVION               | 超級      | 是 | 是        | 是        | 否        | 否        |
| 布拉斯達（ブラスタ）                | 真實/超級 | 否 | 是        | 是        | 否        | 是        |
| 無敵機器人 托萊達G7         | 超級      | 否 | 是        | 是        | 是        | 是        |
| 新機動戰記鋼彈W             | 真實      | 否 | 是        | 是        | 是        | 是        |
| 機動戰士鋼彈00              | 真實      | 否 | 是        | 是        | 是        | 是        |
| 天元突破紅蓮螺巖            | 超級      | 否 | 是        | 是        | 是        | 是        |
| 裝甲騎兵                    | 真實      | 否 | 是        | 是        | 是        | 是        |
| Code Geass 反叛的魯路修     | 真實      | 否 | 是        | 是        | 是        | 是        |
| 地球防衛企業                | 超級      | 否 | 是        | 是        | 是        | 是        |
| 超時空要塞Frontier          | 真實      | 否 | 是        | 是        | 是        | 是        |
| 真無敵鐵金剛 衝擊！Z篇      | 超級      | 否 | 是        | 是        | 是        | 是        |
| 真蓋特機器人 世界最後之日   | 超級      | 否 | 是        | 是        | 是        | 是        |
| 六神合體                    | 超級      | 否 | 是        | 是        | 是        | 是        |
| 超獸機神斷空我              | 超級      | 否 | 是        | 是        | 否        | 否        |
| 獸裝機攻斷空我NOVA          | 超級      | 否 | 是        | 是        | 是        | 是        |
| 太陽的使者 鐵人28號         | 超級      | 否 | 否        | 是        | 是        | 是        |
| Macross Dynamite 7          | 真實      | 否 | 否        | 是        | 是        | 是        |
| 傑尼歐（ジェニオン）        | 超級      | 否 | 否        | 否        | 是        | 是        |
| 機動戰士鋼彈UC              | 真實      | 否 | 否        | 否        | 是        | 是        |
| 飛越巔峰                    | 超級      | 否 | 否        | 否        | 是        | 是        |
| 驚爆危機                    | 真實      | 否 | 否        | 否        | 是        | 是        |
| 福音戰士新劇場版            | 超級      | 否 | 否        | 否        | 是        | 是        |
| 創聖機械天使EVOL            | 超級      | 否 | 否        | 否        | 是        | 是        |
| 翠星上的加爾岡緹亞          | 真實      | 否 | 否        | 否        | 否        | 是        |
| 合計                        | 合計      | 22 | 30        | 34        | 25        | 34        |

1. ↑  一開始ブラスタ為真實系，中期按玩家選擇而將該機體化為真實系的リ・ブラスタB或超級系的リ・ブラスタR